# 孔奇亚斯
孔奇亚斯（西班牙語：Conchillas）是乌拉圭的一座城镇，位于科洛尼亚省。

## 地理
孔奇亚斯地处拉普拉塔河畔，与布宜诺斯艾利斯隔河相望。其东南距科洛尼亚省首府科洛尼亞·德爾·沙加緬度约50（31英里），西北距卡梅洛约40（25英里）。

## 历史

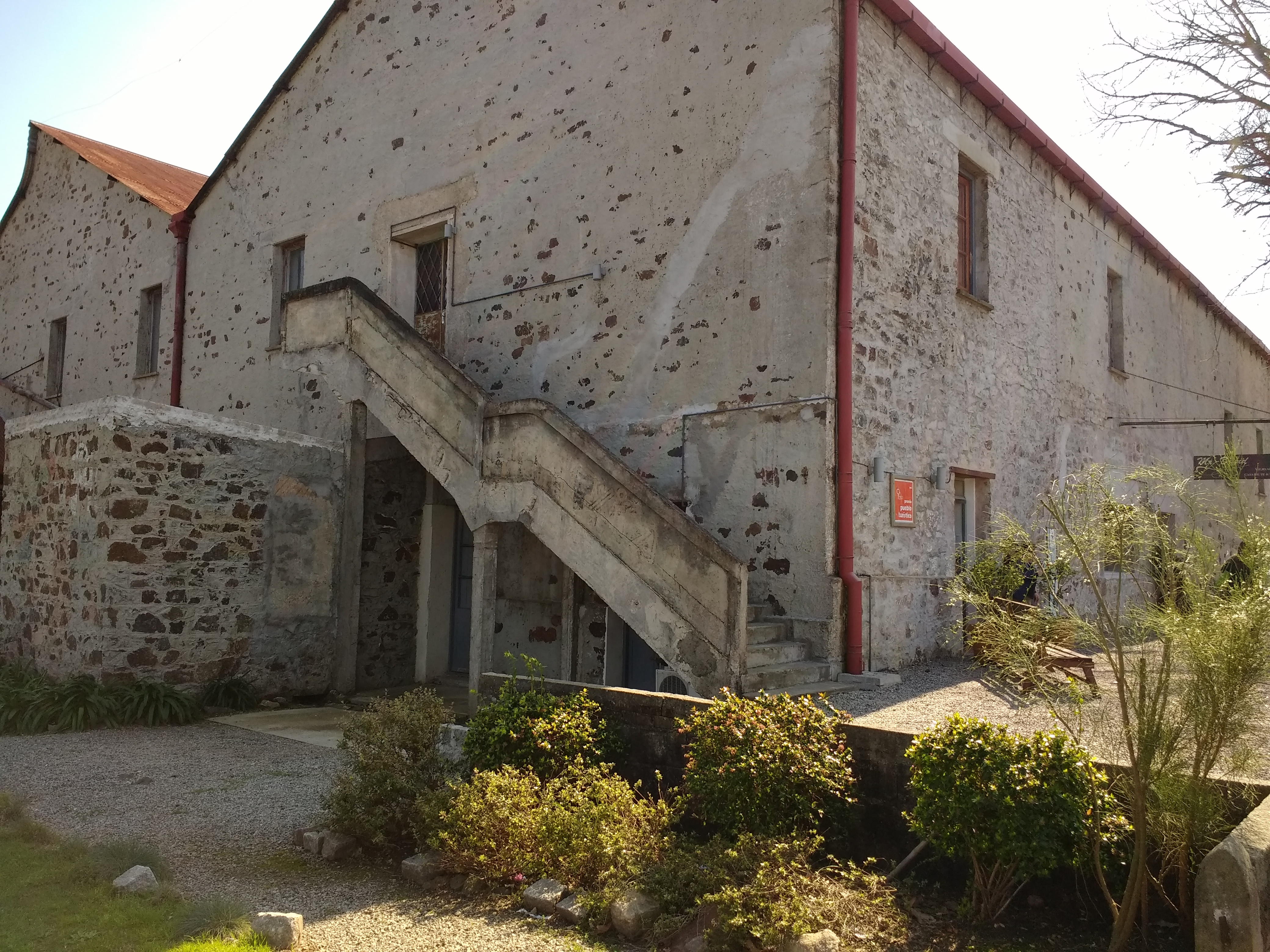
埃万斯大厦，孔奇亚斯重要的历史建筑

孔奇亚斯于1887年10月24日由英国人建立，并逐渐发展为矿产资源勘察的重要地点。英国人在此处建立了一座工厂，两座公墓以及成立了圣公宗。孔奇亚斯采取本地货币进行贸易，且获得了其他地区的广泛认可。 
但随着第二次世界大战的爆发，孔奇亚斯被出售给了乌拉圭的企业家。来自英国的移民者主要影响了当地的建筑风格，而非居民的生活方式。
1955年12月21日，根据12.254号法案孔奇亚斯的行政等级被提升为村镇。

## 人口
根据乌拉圭2011年人口普查，孔奇亚斯人口共计401。
| 年份 | 人口  |
| ---- | ----- |
| 1908 | 3,149 |
| 1963 | 825   |
| 1975 | 755   |
| 1985 | 727   |
| 1996 | 784   |
| 2004 | 756   |
| 2011 | 401*  |

来源: 乌拉圭国家体育学院

*2011年人口普查中孔奇亚斯的人口与另一区域分开统计